# Адгезія

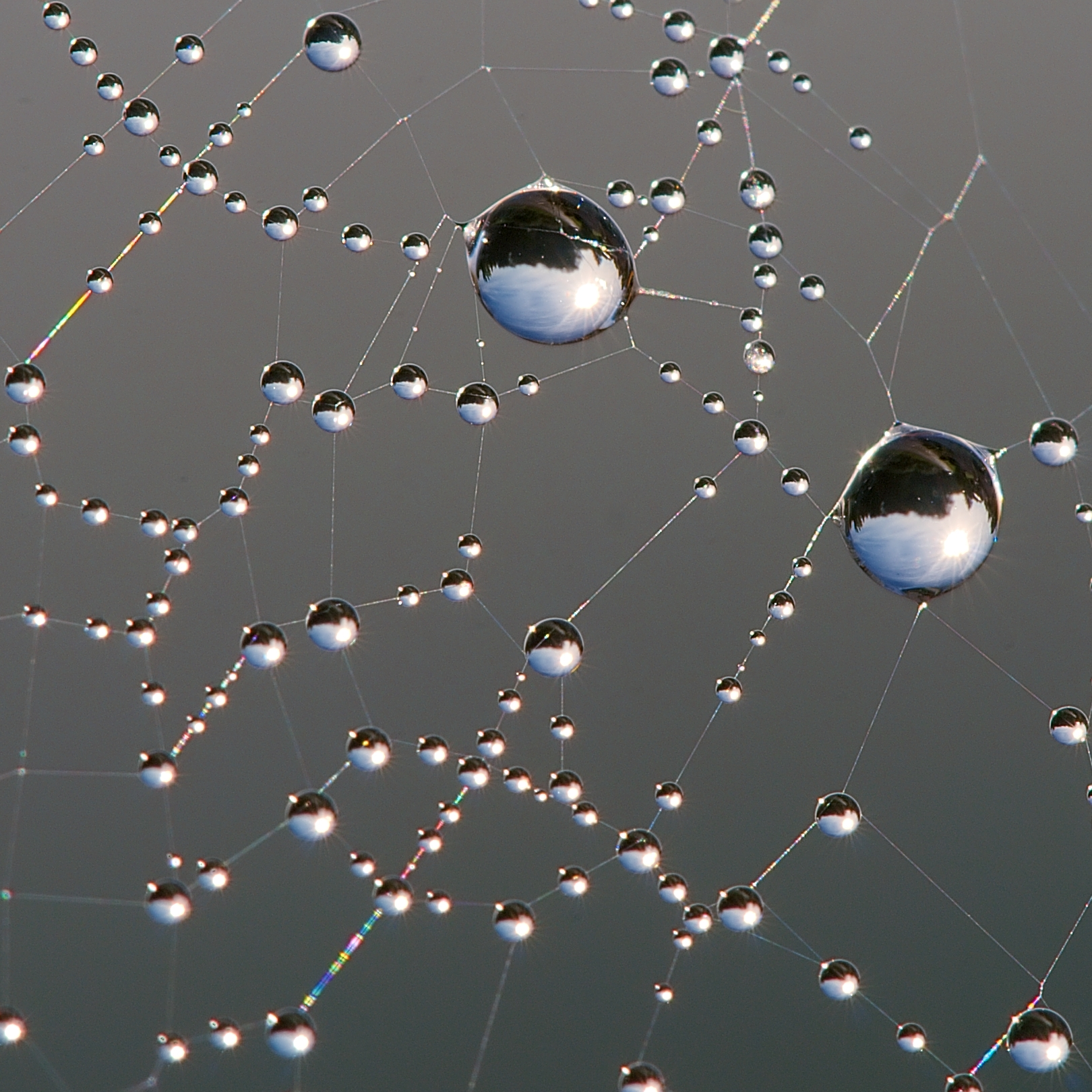
Адгезія на прикладі крапельок води на павутині.

Адге́зія (лат. adhaesio — прилипання, зчеплення) — зчеплення (прилипання, злипання) приведених в контакт різнорідних твердих або рідких фаз; комплекс явищ, які здатні утворити зв'язки між матеріалами, що склеюються.

## Причина адгезії
Може бути обумовлена як міжмолекулярними взаємодіями, так і хімічними зв'язками.
Адгезія може виникати внаслідок ван-дер-ваальсових взаємодій між макромолекулами адгезиву і субстрату, утворенням між ними водневих зв'язків, дифузії макромолекул з одної поверхні в іншу, затіканню
клею у макротріщини або у мікропори, хімічної взаємодії між макромолекулами, які знаходяться у контакті, тощо.
Важливе значення в адгезії відіграють Н-зв'язки адгезиву і субстрату.
Одна з найважливіших характеристик адгезії — адгезійна міцність, яка характеризує питоме зусилля по руйнуванню адгезійного контакту та використовуване в техніці для оцінки властивостей склеюючих та зв'язуючих речовин. Адгезійна міцність залежить від енергії зв'язку, що забезпечує адгезію, повноти контакту, що визначається рельєфом поверхні, міжфазної поверхневої енергії, змочування та інш. поверхневих явищ, а також від умов формування контакту (тиску, температури, тривалості контакту тощо). На значення адгезійної міцності впливають умови її вимірювання, розміри зразків, концентрація в них механічних напружень. Руйнування адгезійного контакту може супроводжуватися руйнуванням дотичних тіл. Адгезія рідини до твердого тіла визначається в основному значеннями поверхневої енергії рідини, твердого тіла і міжфазною поверхневою енергією.
Адгезія пов'язана з поверхневими явищами, однак вона може визначати і об'ємні властивості дотичних тіл, зокрема їх структуру в зоні контакту, розподіл механічних напружень в полі зовнішніх сил, кінетику релаксаційних процесів.
Адгезія, адгезіометрія вирішальним чином впливає на механічні властивості композицій матеріалів. З нею пов'язано склеювання, нанесення покриттів, сплавлення, такі технол. процеси, як спікання, гранулювання, брикетування, флотація, агломерація, гідравлічне знепилення та ін. важливі технологічні процеси збагачення та переробки мінеральної сировини.
В косметиці може розглядатись адгезія крему до шкіри або води до шкіри, лаку до нігтів тощо.

## Цікаві факти
Завдяки адгезії води водомірки у ході еволюції здобули здатність пересуватися по поверхні водойм.